# Yu el Grande
Yu el Grande (en chino, 大禹; pinyin, Dà Yǔ) (c.2200  a. C. - c.2100  a. C.) es el sobrenombre de Si Wen Ming (姒文命, Sì Wén Mìng), fundador de la semilegendaria primera dinastía de China, la de los Xia, cuya existencia real no está admitida por todos los expertos, algunos de los cuales creen que cae dentro de la mitología. Yu habría gobernado en torno al siglo XXI a. C.
En algunos casos se le identifica como uno de los Tres augustos y cinco emperadores y es recordado sobre todo por haber enseñado a los hombres a controlar las inundaciones para dominar los ríos y lagos de China.
Según los Registros del Gran Historiador Sima Qian así como el libro de los Ritos Clásicos escrito por Confucio, Yu fue nieto del Emperador Zhuanxu, lo que lo convertiría en tataranieto del Emperador Amarillo (黄帝)
El padre de Yu, Gun (鲧, 鯀, Gǔn), fue asignado por Yao (堯, 尧, Yáo) para controlar las inundaciones pero no tuvo éxito en sus intentos y fue ejecutado por el siguiente gobernante, Shun (舜, Shùn). Designado como sucesor de su padre, Yu comenzó construyendo nuevos canales, tarea que le llevó trece años y en la que participaron veinte mil trabajadores.
Yu es recordado como ejemplo de perseverancia y determinación y reverenciado como el perfecto servidor civil. Una de las historias de las muchas que abundan sobre su entrega al trabajo cuenta que durante esos trece años pasó tres veces por delante de su casa pero ninguna de ellas entró, pensando que el ver a su familia podría apartarle de su cometido. Shun quedó tan sorprendido por los esfuerzos de Yu que le nombró su sucesor en lugar de a su propio hijo.
De acuerdo con los textos históricos, Yu murió en el monte Kuaiji (al sur de la actual Shaoxing, en Zhejiang) mientras participaba en una cacería en la frontera sur de su imperio y fue enterrado allí, donde se le construyó un mausoleo. Muchos emperadores viajaron hasta allí para realizar ceremonias en su honor, destacando entre ellos Qin Shi Huang, el primer emperador. Existe un templo construido en ese lugar y llamado Dayu Ling (大禹陵, Dà Yǔ Líng, "La tumba de Yu el Grande").
Con anterioridad a Yu el Grande, el título de emperador no era hereditario, sino que se otorgaba a la persona considerada por la comunidad como la de más elevada virtud. Sin embargo, su hijo Qǐ (启, 啟, Qǐ) sí heredó el trono, dando así comienzo a la dinastía Xia,  la primera dinastía china.